# Chuchel
Chuchel (/ˈxuːˌxɛl/) — компьютерная игра в жанре point-and-click квест, разработанная Яромиром Плахи (Jára Plachý) и студией Amanita Design. Релиз состоялся 7 марта 2018 года. 29 ноября 2018 года игра была портирована на Android и iOS.

## Игровой процесс
Игру Chuchel, как и другие игры Amanita Design, отличает от других квестов отсутствие диалогов. Решение головоломок интуитивно, так как они в большинстве своём построены на ассоциациях, а не на формальной линейной логике. Для успешного прохождения игроку необходимо изучать окружение и собирать предметы. Игрок взаимодействует с другими существами с помощью действий.

## Сюжет
Игра повествует о напоминающем комок пыли существе по имени Чучел, который пытается вернуть себе вишню, украденную у него гигантом. Розовый ёж Кекел выступает в качестве одновременно лучшего друга, врага и домашнего питомца Чучела, который как помогает, так и мешает главному герою.
Игра состоит из 30 уровней. Проход на следующий уровень осуществляется с помощью решения загадок и головоломок, а также включает в себя прохождение мини-игр в духе Pac-Man, Flappy Bird, Тетрис, Space Invaders.

## Разработка
Игра разрабатывалась в течение 6 лет. Дизайнер Яромир Плахи приступил к созданию игры Chuchel после того, как он закончил работу над другим квестом — Botanicula.

## Саундтрек
Музыку и озвучивание для игры Chuchel написала чешская группа DVA.
| №   | Название                                   | Длительность |
| --- | ------------------------------------------ | ------------ |
| 1.  | «Cherries on Air 1»                        | 1:00         |
| 2.  | «Buena Vista Chuchel Club»                 | 2:32         |
| 3.  | «Chuchlegg»                                | 3:13         |
| 4.  | «Cherries on Air 2»                        | 0:19         |
| 5.  | «Chvchls»                                  | 3:01         |
| 6.  | «Cherry, I love You So Much»               | 3:07         |
| 7.  | «Chuchelman & K-boys»                      | 2:04         |
| 8.  | «Cherries on Air 3»                        | 0:17         |
| 9.  | «Chuchlmn (feat. Kek-L)»                   | 3:14         |
| 10. | «Stranger Cherries»                        | 2:26         |
| 11. | «Cherries on Air 4»                        | 0:18         |
| 12. | «Chuchel Walk with Me»                     | 3:46         |
| 13. | «Cherries on Air 5»                        | 0:22         |
| 14. | «Nino Chuchel»                             | 2:07         |
| 15. | «Chuchelson Chucheley»                     | 2:01         |
| 16. | «Cherries on Air 6»                        | 0:09         |
| 17. | «Kin-Dza-Bab»                              | 2:18         |
| 18. | «Chuchel's Morning with Cherry Toothpaste» | 2:01         |
| 19. | «Cherries on Air 7»                        | 0:12         |
| 20. | «Los Kekelos»                              | 3:00         |
| 21. | «Cherries on Air 8»                        | 0:27         |
| 22. | «Young Chuchels»                           | 2:33         |
| 23. | «Labyrinth»                                | 3:58         |

## Отзывы и продажи
| Сводный рейтинг       | Сводный рейтинг |
| Агрегатор             | Оценка          |
| --------------------- | --------------- |
| Metacritic            | 81 %            |
| Иноязычные издания    |                 |
| Издание               | Оценка          |
| Destructoid           | 9/10            |
| GameStar              | 81/100          |
| PC Gamer (UK)         | 90 %            |
| Русскоязычные издания |                 |
| Издание               | Оценка          |
| Riot Pixels           | 80 %            |
| «Игры Mail.ru»        | 8,5/10          |

Игра стала финалистом Golden Joystick Awards 2018 в номинации «Лучший визуальный дизайн», уступив в итоге God of War.

### Споры вокруг внешности персонажей
Изначально главный герой Чучел имел чёрный цвет. Его внешность была подвергнута критике рядом интернет-пользователей, которые заметили, что внешность персонажа напоминает блекфейс и может быть оскорбительной для чернокожих игроков. Разработчики поменяли цвет персонажа на рыжий и принесли официальные извинения. Тем не менее данное решение вызвало наоборот гневную реакцию у другой части игроков, купивших копию игры, которые стали оставлять негативные отзывы к игре.